# لوییز آبینادر
لوئیس رودولفو آبیندر کورونا (زاده ۱۲ ژوئیه ۱۹۶۷) یک اقتصاددان، بازرگان و سیاستمدار دومینیکنی است که به عنوان رئیس‌جمهور فعلی جمهوری دومینیکن خدمت می‌کند. او به عنوان نامزد حزب انقلابی مدرن برای ریاست جمهوری دومینیکن در انتخابات عمومی ۲۰۱۶ و ۲۰۲۰ حضور داشت و انتخاب شد.